# Everwood

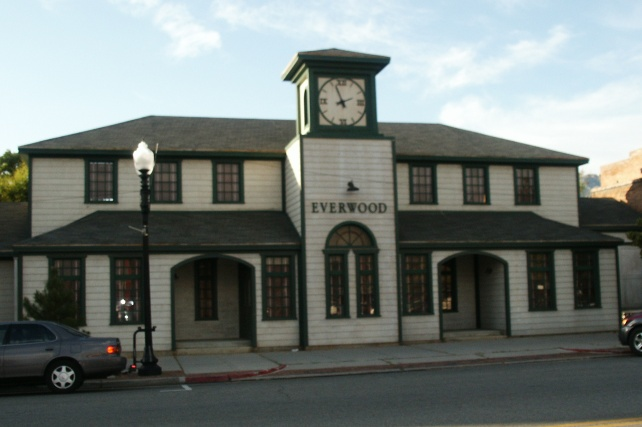

Everwood foi uma série de televisão estadunidense de gênero drama exibida originalmente pela Warner Bros., com Treat Williams interpretando o personagem principal, Dr. Andy Brown, médico que fica viúvo e busca numa pequena cidade o sentido da vida.
A série estreou em 16 de Setembro de 2002 pela Warner Channel e atualmente já se encontra cancelada, terminando na quarta temporada com um episódio duplo chamado Foreverwood.

## Descrição
A série, com cerca de 40 minutos por episódio, é ambientada na fictícia cidadezinha de Everwood, no Colorado, apesar das filmagens serem realizadas em Ogden, Utah. É uma série bastante dramática, com alguns diálogos cômicos. Fala de temas como vida, morte, loucura, e relação entre pais e filhos. Todos temas que geram muita polêmica na humanidade.

## Trama
A série se inicia com a chegada do doutor Andy Brown que, após a morte de sua esposa, se muda para Everwood, uma cidadezinha no meio das montanhas do Colorado. Os seus dois filhos, Ephram e Delia, acompanham-no mesmo que insatisfeitos com a decisão do pai, tendo que deixar para trás a vida que levavam em Nova Iorque. A família inteira sofre com a morte de Julia Brown, em um acidente de carro.
O doutor Brown, um notável cirurgião, muda para Everwood porque a sua mulher, antes de morrer, falou-lhe desse lugar. Após a sua morte, ele decide mudar completamente de vida. Com o dinheiro obtido durante anos na sua profissão, abre um consultório na pequena cidade, onde recebe os pacientes gratuitamente. Isso provoca certos atritos com o médico local, que assiste à perda gradual da sua clientela e julga o doutor Brown como sendo louco.
Ephram é um clássico adolescente de 16 anos que sofre pela falta de comunicação com o pai. A situação torna-se ainda pior com a mudança para a pequena Everwood, incomparável a Nova Iorque. Porém, conhece Amy, a pessoa por quem se apaixona. Amy não corresponde abertamente ao sentimento de Ephram porque é namorada de Colin, que encontra-se num estado vegetativo após um acidente.

## Elenco

### Regular
- Dr. Andrew Brown, interpretado por Treat Williams e dublado por Júlio Chaves (Temporadas 1 a 4)
- Ephram Brown, interpretado por Gregory Smith e dublado por Sérgio Cantú (Temporadas 1 a 4)
- Amy Abbott, interpretada por Emily VanCamp e dublada por Adriana Torres (Temporadas 1 a 4)
- Enfermeira Edna Harper, interpretada por Debra Mooney e dublada por Ilka Pinheiro (Temporadas 1 a 4)
- Irv Harper, interpretado por John Beasley e dublado por José Santanna (Temporadas 1 a 4)
- Delia Brown, interpretada por Vivien Cardone e dublada por Lina Mendes (Temporadas 1 a 4)
- Bright Abbott, interpretado por Chris Pratt  e dublado por Thiago Fagundes (Temporadas 2 a 4, Recorrente na 1)
- Nina Feeny, interpretada por Stephanie Niznik e dublada por Teresa Cristina (Temporadas 2 a 4, Recorrente na 1)
- Prefeita Rose Abbott, interpretada por Merrilyn Gann e dublada por Nádia Carvalho (Temporadas 3 e 4, Recorrente na 1 e 2)
- Dr. Harold Abbott, interpretado por Tom Amandes e dublado por Hélio Ribeiro (Temporadas 1 a 4)

OBS.: Brasil O elenco de dublagem atua somente na TV aberta.
OBS.: Portugal A primeira temporada foi emitida legendada em português.

## Episódios

### Primeira temporada
| Nº do Episódio | Título Original                 | Título em Português           |
| 1.01           | Pilot                           | Piloto                        |
| 1.02           | The Great Doctor Brown          | O Grande Doutor Brown         |
| 1.03           | Friendly Fire                   | Mãe de aluguel                |
| 1.04           | The Kissing Bridge              | A ponte do beijo              |
| 1.05           | Deer God                        | Em Busca de Deus              |
| 1.06           | The Doctor Is In                | Uma decisão difícil           |
| 1.07           | We Hold These Truths            | Nós guardamos certas verdades |
| 1.08           | Till Death Do Us Part           | Até que a morte nos separe    |
| 1.09           | Turf Wars                       | Disputas                      |
| 1.10           | Is There A Doctor In The House? | Emergência                    |
| 1.11           | A Thanksgiving Tale             | Um conto de ação de graças    |
| 1.12           | Vegetative State                | Estado vegetativo             |
| 1.13           | The Price Of Fame               | O Preço da Fama               |
| 1.14           | Colin The Second                | Recomeçando                   |
| 1.15           | Snow Job                        | Paciência de Jó               |
| 1.16           | My Funny Valentine              | O Dia dos Namorados           |
| 1.17           | Everwood, Confidential          | Um Segredo Enterrado          |
| 1.18           | The Unveiling                   | A revelação                   |
| 1.19           | The Miracle Of Everwood         | O Milagre de Everwood         |
| 1.20           | Moonlight Sonata                | Uma situação delicada         |
| 1.21           | Episode 20                      | Episódio 20                   |
| 1.22           | Fear Itself                     | Medo                          |
| 1.23           | Home                            | De volta ao lar               |

### Segunda temporada
| Nº do Episódio | Título Original            | Título em Português       |
| 2.01           | The Last Of Summer         | Final de verão            |
| 2.02           | Extra Ordinary             | Extra                     |
| 2.03           | My Brother's Keeper        | Querido irmão             |
| 2.04           | East Meets West            | Conflitos                 |
| 2.05           | Daddy's Little Girl        | Queridinha do papai       |
| 2.06           | Blind Faith                | Fé Cega                   |
| 2.07           | Three Miners From Everwood | Três Mineiros de Everwood |
| 2.08           | The Burden Of Truth        | O Peso da Verdade         |
| 2.09           | Just Like In The Movies    | Como no Cinema            |
| 2.10           | Unhappy Holidays           | Dias sem graça            |
| 2.11           | Family Dynamics            | Dinâmica de família       |
| 2.12           | Controlling Interest       | Controle de interesse     |
| 2.13           | Forget Me Not              | Não me esqueça            |
| 2.14           | No Sure Thing              | Incerteza                 |
| 2.15           | The L Word                 | Outro mundo               |
| 2.16           | Unspoken Truths            | Verdades                  |
| 2.17           | Unfinished Business        | Negócio inacabado         |
| 2.18           | Last Looks                 | As aparências enganam     |
| 2.19           | Sick                       | Doente                    |
| 2.20           | Do Or Die                  | Faça ou morra             |
| 2.21           | Your Future Awaits         | Seu futuro espera         |
| 2.22           | The Day Is Done            | O dia está de volta       |

### Terceira temporada
| Nº do Episódio | Título Original           | Título em Português   |
| 3.01           | For Every Action...       | Para toda ação...     |
| 3.02           | ...there Is A Reaction    | ... existe uma reação |
| 3.03           | Staking Claim             | Reivindicação         |
| 3.04           | The Birds & The Batteries | Pássaros              |
| 3.05           | Sacrifice                 | Sacrifício            |
| 3.06           | Shoot the Moon            | Adeus Lua             |
| 3.07           | Best Laid Plans           | Melhores plantas      |
| 3.08           | The Tipping Point         | O ponto derrubado     |
| 3.09           | The Reflex                | O Espelho             |
| 3.10           | Need To Know              | Precisa-se saber      |
| 3.11           | Complex Guilt             | Complexa culpa        |
| 3.12           | Giving Up The Girl        | Paquera               |
| 3.13           | The Perfect Day           | O Dia Perfeito        |
| 3.14           | Since You've Been Gone    | Desde que você partiu |
| 3.15           | Surprise                  | Surpresa              |
| 3.16           | A Moment In Manhattan     | Um tempo em Manhattan |
| 3.17           | Fate Accomplis            | Adeus                 |
| 3.18           | Fallout                   | Queda                 |
| 3.19           | Acceptance                | Aceitação             |
| 3.20           | He Who Hesitates          | Quem é ele?           |
| 3.21           | Oh The Places You'll Go   | Lugares de destino    |
| 3.22           | Where The Heart Is        | Onde fica o coração   |

### Quarta temporada
| Nº do Episódio | Título Original               | Título em Português              |
| 4.01           | A Kiss To Buid A Dream        | Um Beijo Para Construir Um Sonho |
| 4.02           | The Next Step                 | O Próximo Passo                  |
| 4.03           | Put On A Happy Face           | Coloque Sobre Uma Cara Feliz     |
| 4.04           | Pieces Of Me                  | Pedaços de Mim                   |
| 4.05           | Connect Four                  |                                  |
| 4.06           | Free Fall                     | Queda Livre                      |
| 4.07           | Pro Choice                    |                                  |
| 4.08           | So Long, Farewell...          |                                  |
| 4.09           | Getting To Know You           | Conhecer Você                    |
| 4.10           | Ghosts                        | Fantasmas                        |
| 4.11           | Lost And Found                | Perdidos e Achados               |
| 4.12           | You're A Good Man, Andy Brown | Você É Um Bom Homem, Andy Brown  |
| 4.13           | An Ounce Of Prevention        | Uma Grama de Prevenção           |
| 4.14           | Across The Lines              |                                  |
| 4.15           | The Land Of Confusion         | A Ilha Da Confusão               |
| 4.16           | Truth                         | Verdades                         |
| 4.17           | All The Lonely Peoples        | Todas As Pessoas Solitárias      |
| 4.18           | Enjoy The Ride                | Aproveite o Passeio              |
| 4.19           | Reckoning                     | Avaliação                        |
| 4.20           | Goodbye, Love                 | Adeus, Amor                      |
| 4.21           | Foreverwood                   | Para Sempre, Everwood            |
| 4.22           | Foreverwood                   | Para Sempre, Everwood            |

## Prêmios
A série foi indicada duas vezes para os Emmy:
- Main Title Theme (2003) composta por Blake Neely
- Outstanding Guest Actor in a Comedy (2004) para James Earl Jones

O protagonista, Treat Williams foi também indicado duas vezes para o prêmio Screen Actors Guild.
- A série também foi considerada "a melhor série de drama" pelo "Detroit News" em 2002.

## Canais deTVque transmitem a série
| Emissora | Dia da semana                      | Horário              | Temporadas   |
| RTP2     | Segunda a Domingo (episódio duplo) | 14:00                | 1ª temporada |
| RTP2     | Segunda a Sábado (repetição)       | 04:00                | 1ª temporada |
| Fox Life | Segunda à Sexta-feira              | 11:30, 17:30 e 00:15 | Todas        |

## Ficha Técnica
- Produção: Warner Bros
- Origem: EUA
- Ano: 2002
- Produtor Executivo: Greg Berlanti

## Recepção da crítica
Em sua 1ª temporada, Everwood teve recepção geralmente favorável por parte da crítica especializada. Com base de 26 avaliações profissionais, alcançou uma pontuação de 61% no Metacritic.